# Trichopeltis watsoni
Trichopeltis watsoni är en mångfotingart som beskrevs av Pocock 1895. Trichopeltis watsoni ingår i släktet Trichopeltis och familjen Cryptodesmidae. Inga underarter finns listade i Catalogue of Life.